# Ambrogio Fracco

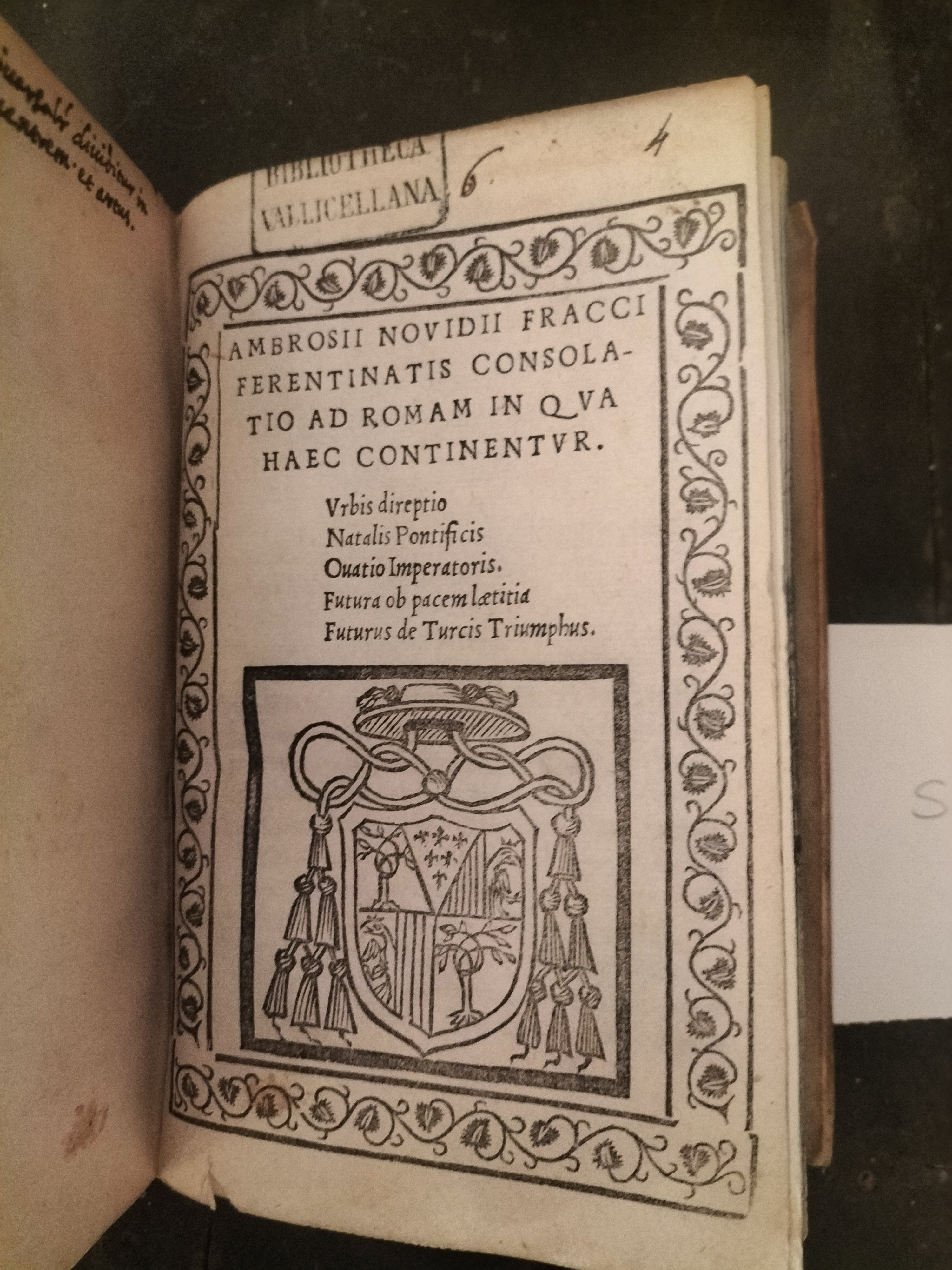
Frontespizio del Poemetto Consolatio ad Romam 1538, di Ambrogio Novidio Fracco.Nel frontespizio lo stemma del cardinale Ennio Filonardi, protettore del Fracco, al quale dedicò appunto questo manoscritto.

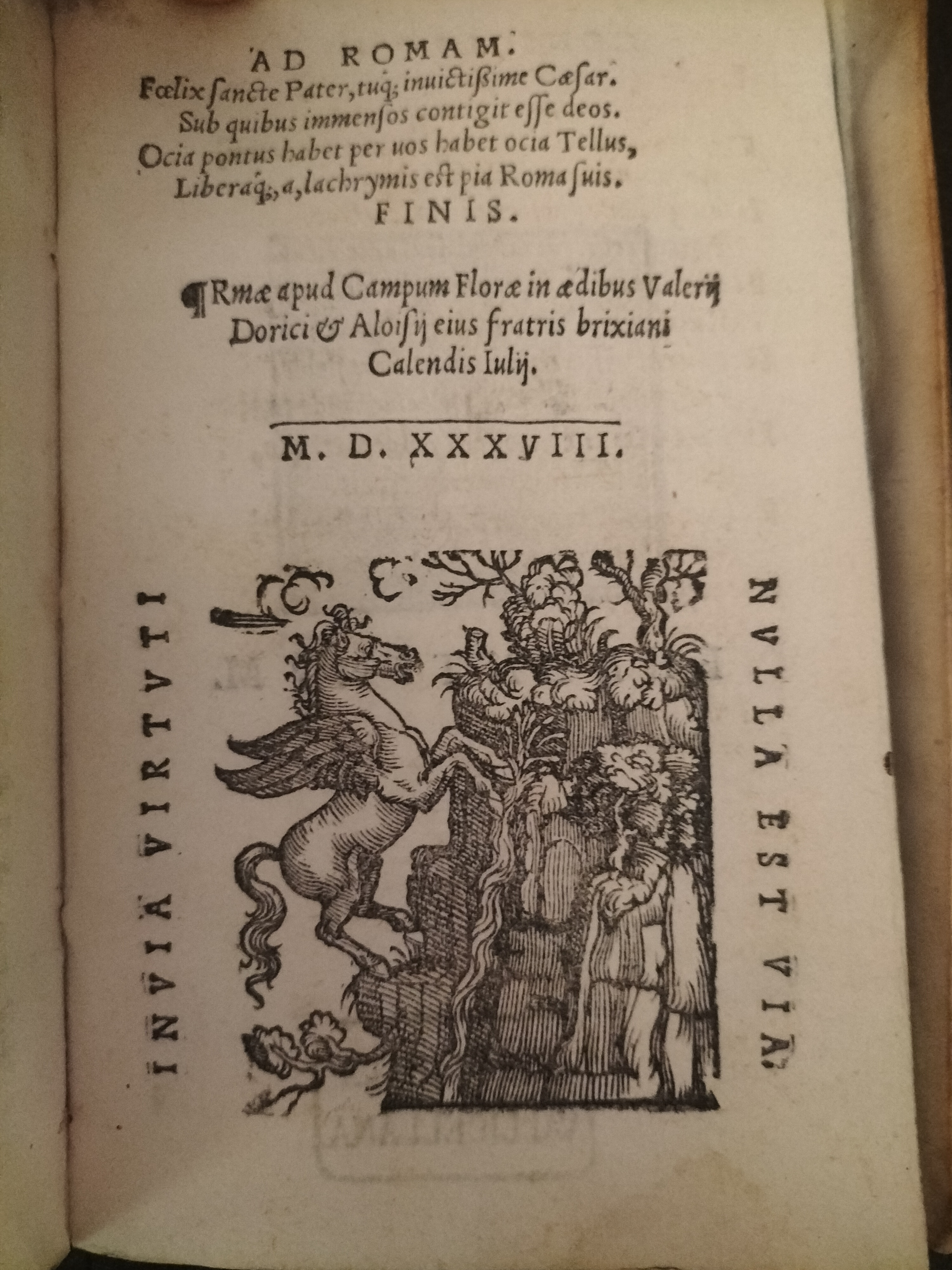

Ambrogio Fracco detto Novidius (novus Ovidius) (Ferentino, 1480 – ...) è stato un umanista e poeta italiano.

## Biografia
Ambrogio Fracco nacque verso il 1480 in un'umile famiglia a Ferentino (oggi in provincia di Frosinone), sede allora della curia provinciale e dei rettori di Campagna e Marittima (oggi corrisponderebbe ai territori della provincie di Frosinone e Latina), fattore questo che contribuiva a tenervi viva una tradizione di studi umanistici.
Ricevette l'istruzione in patria, abbracciò la vita ecclesiastica e coltivò la poesia prima di recarsi a Roma in cerca di fortuna.
L'appellativo di " Novidius" (cioè "novus Ovidius "), che volle aggiungere al suo nome, indica nel poeta latino l'autore di cui senti più prepotentemente la suggestione e che tentò di emulare nelle suo opere.
A Roma sia approdato (comunque prima del 1527) sotto la protezione del suo vescovo, o di quel dottissimo Ennio Filonardi (vescovo di Veroli, poi cardinale nel 1536).

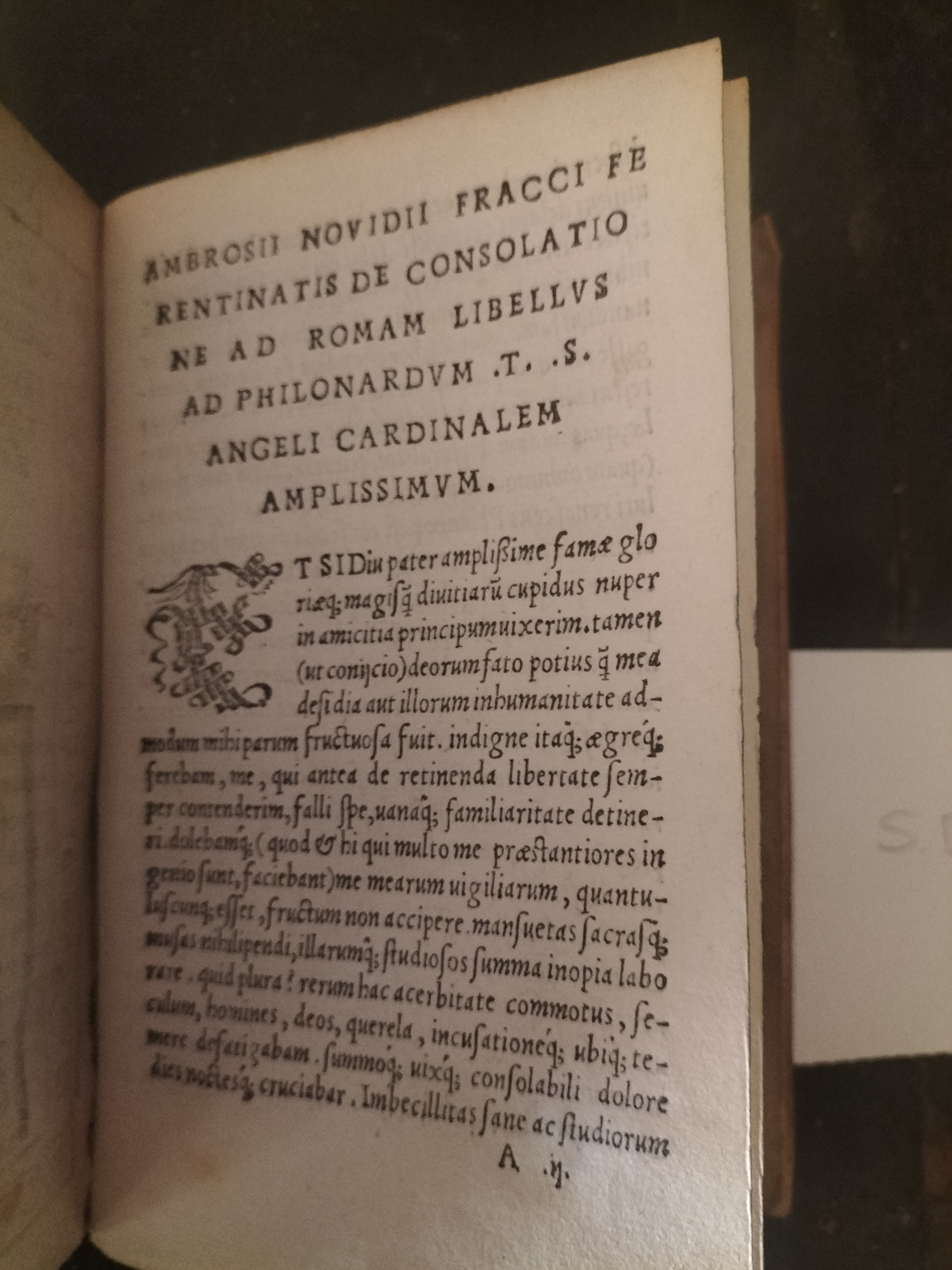
Poemetto Consolatio ad Rommam 1538, opera di Ambrogio Novidio Fracco, con dedica al cardinale Ennio Filonardi.Il fracco dedicò questo Poemetto al cardinale Ennio Filonardi.In questa pagina dice: << Che il cardinale Ennio Filonardi lo sollevò dalla miseria in cui l'aveva gettato il sacco di Roma, che vuole in qualche modo mostrargli la sua gratitudine.

Il Fracco piangendo ci narra che gl'imperiali derubandolo di ogni cosa, gli strapparono e bruciarono oltre alle poesie giovanili, tra cui le Epistole scritte ad imitazione di Orazio.
Per miracolo riuscì a salvare l'opera sua maggiore i fasti non ancora perfetta << rude tunc opus >>,consegnandola nelle mani di persona amica, prima che arrivasse in mani dei Tedeschi.
Egli seppellì il manoscritto in casa di un tal Rutolo, che abitava presso l'arco di Camillo, perché egli ringrazia lui e sua moglie ed augura lunga vita ad entrambi ed ai loro figli e nipoti in premio dell'aver essi salvato il poema.
Due volte nei suoi epigrammi nomina il cardinale Rhemo, a seconda per ricordare ai nipoti di lui ch'egli a le tasche vuote e soffre la fame.
In verità si può dire che i suoi versi non gli abbiano portato fortuna e che gli sia mancato il favore dei potenti, eccezion fatta del cardinale verolano Ennio Filonardi, che però, come cardinale non visse molto (1536-1549): e di Paolo III Farnese, che si limitò ad accordare al Fracco per 10 anni il diritto di esclusiva proprietà sull'opera.
Fu incoronato poeta nel Campidoglio dal cardinale Ennio Filonardi.
Il rispetto al pontefice e la devozione a Cesare; il pensiero dell'altra vita e l'amore al denaro il mistico e lo scollaciato.
Dev'essere morto assai povero, perché la lettera di lui al Filonardi parla di gravissime strettezze , ed è scritta in un tugurio. 
Nell'elegia De adversis, narra appunto , le vicende del Sacco di Roma (1527).
Far qui la Storia del Sacco di Roma (1527), ricordando i tradimenti di Francia e Spagna: le incertezze di Clemente VII (de' Medici), sempre diffidente dell'una e dell'altra ; la codardia dell'esercito pontificio e l'inettitudine del Frundsberg e del Borbone; la biecca figura di Pompeo Colonna e la ridicola di Renzo da Ceri; la ipogrisia di Carlo V e l'incoscienza dei romani, alle stragi che insanguinarono la città di Roma ed il Lazio, in quel terribile periodo, successe la fame e la pestilenza.
Il Paleario ch'era riuscito in tempo a fuggire da Roma, scrivendo all'amico Pterigi a (Lione 1522), escamava: <<Post Urbem direptam, bello vastatis agris, fame absumptis populis, pestilentia opido exnanitis, quid est Latium, nisi campus et aer et solitudo mera >>. 
E Mario Viscato, annunciando al Filonardi la morte dell'arcivescovo di Cosenza, dice che << per le ultime turbolenze li tempi dimostrano che se habi a portar invidia a li morti >>.
Da un fascio di lettere conservate nell'archivio Vaticano, diretter tra il 1506 e il 1531, ad Ennio Filonardi, governatore di Fermo, e tra il 1533 e il 1539 al medesimo Nunzio al duca di Milano e cardinale, dal Torrigo, da Mario Viscato dal card. Colonna, da Antonio de Leyva, da Cecco Bentivoglio , da Giacomo Salviati e dai cardinali de' Medici e Farnese; a pag. 64 il Colonna scrivendo al Filonardi, che voleva recarsi a Falvaterra, per sfuggire alla pestilenza, dice di aver dato gli ordini opportuni << spectatis viris, officialibus castri nostri Fabrateriae; et perché, secondo semo informatiin li no è suspetion de contagione, perciò volemo chel receptatur in la terra con tutti li soi, ad ogni requisition et voluntà de sua S. et no fase lo contrario >>.
In altra lettera del medesimo anno e mese (agosto 1527) il Colonna dice di non aver << facta provvision alcuna (dei benefizi vacanti) per causa di questa influentia dalla quale terra di Veroli è tanto molestata >>.
Ritornando al Fracco, ci fa sapere che egli dedicò al suo protettore , il cardinale Ennio Filonardi, il Poemetto dal titolo : << Consolatio ad Romam >>, tale si rivela sul frontespizio del Poemetto : << Ambrosii Nov. Fracci Ferentinatis , Consolatio ad Romam. Ad Philonardum Tit. S. Angeli Cardinalem amplissimum >>.
Questa rarissimo opuscolo, di cui una copia è nella biblioteca Valliceliana, consta di 285 distici e tratta dei seguenti argomenti: << Urbis direptio; Natalis pontificis, Oratio imperatoris ; Fatura ob pacem laetitia; Futurus de Turcis triumphus >>.
Fu stampato a Roma nel 1538; ma era già pronto nel 1529, circa 9 anni addietro, come si legge nella dedica fattane ad Ennio Filonardi, allora elevato alla Sacra Porpora.
L'autore con grande disinvoltura vi confessa il suo debole per il denaro, e il poco guadagno fatto nelle corti: << Etsi diu, Pater amplissime, fame gloriaeque magisque divitiarum cupidus nuper in amicitis principum virxerim, tatem ( ut conicio ) deorum fato potius quam mea desidia aut illorum inh umanitate admodum mihi parum fructuosa fuit >>.
Dice che il Filonardi lo sollevò dalla miseria, in cui l'aveva gettato il Sacco di Roma : << Iacentos enim in luctu nos ac sordibus, nosfrarumque rerum ruinis stratos obiectosque sublevasti, speque omni complevisti  >>, che vuole in qualche modo mostrargli la sua gratitudine; ma che altro potrà offrirgli, se non dei versi ? Gradisca quindi il Cardinale questo poemetto, in cui si accenna a fatti parti compiuti, parte ancora da compiersi, alcuni dei quali sono oggetto delle loro comuni speranze : << A me vero, cum tibi ad me ornandum summa data sit potestate, mihique ad te remunerandum, praeter carmen, occurra<t nihil; Consolationis ad Romam (si ea opus est, cum te jam principe se ipsa consoletur ) iucundissima proficiscatur dedicatio, quae tametsi post refrigeratum edatur vulnus, tamen, quia post illud tot felicia secuta sunt, sera displicere non debet.
In illa enim tui Pontificis natalem diem dignissimis mecum ad coelum laudibus extolles; Caesarem ovantem in Vaticanum, tamquam in Capitolium, more majorum comitaberis (2).
Il termine post quem per la sua data di morte è costituito dall'edizione dell'opera principale del Fracco, i Sacrorum fastorum libri XII ( Romae, apud A. Bladum, 1547), e da una lettera di raccomandazione di P. Giovio al cardinale Alessandro Farnese (nipote del pontefice Paolo III) dell'agosto dello stesso anno : dati questi che forniscono le testimonianze della sua morte avvenuta nel 1547 a 67 anni  (3).